# Mortes em agosto de 2021
Mortes em 2021: ← Janeiro – Fevereiro – Março – Abril – Maio – Junho – Julho – Agosto – Setembro – Outubro – Novembro – Dezembro →
Esta é uma relação de pessoas notáveis que morreram durante o mês de agosto de 2021, listando nome, nacionalidade, ocupação e ano de nascimento.

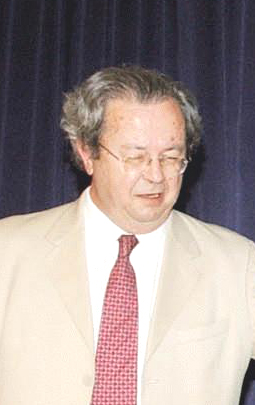
Francisco Weffort, cientista político e professor brasileiro.

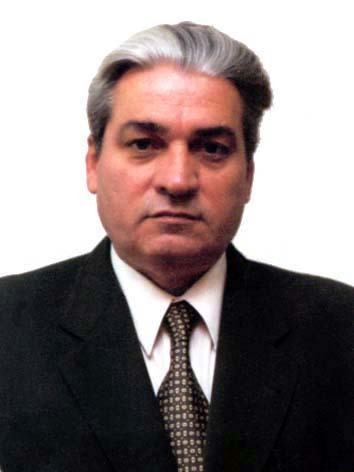
Joaquim Francisco, advogado e político brasileiro.

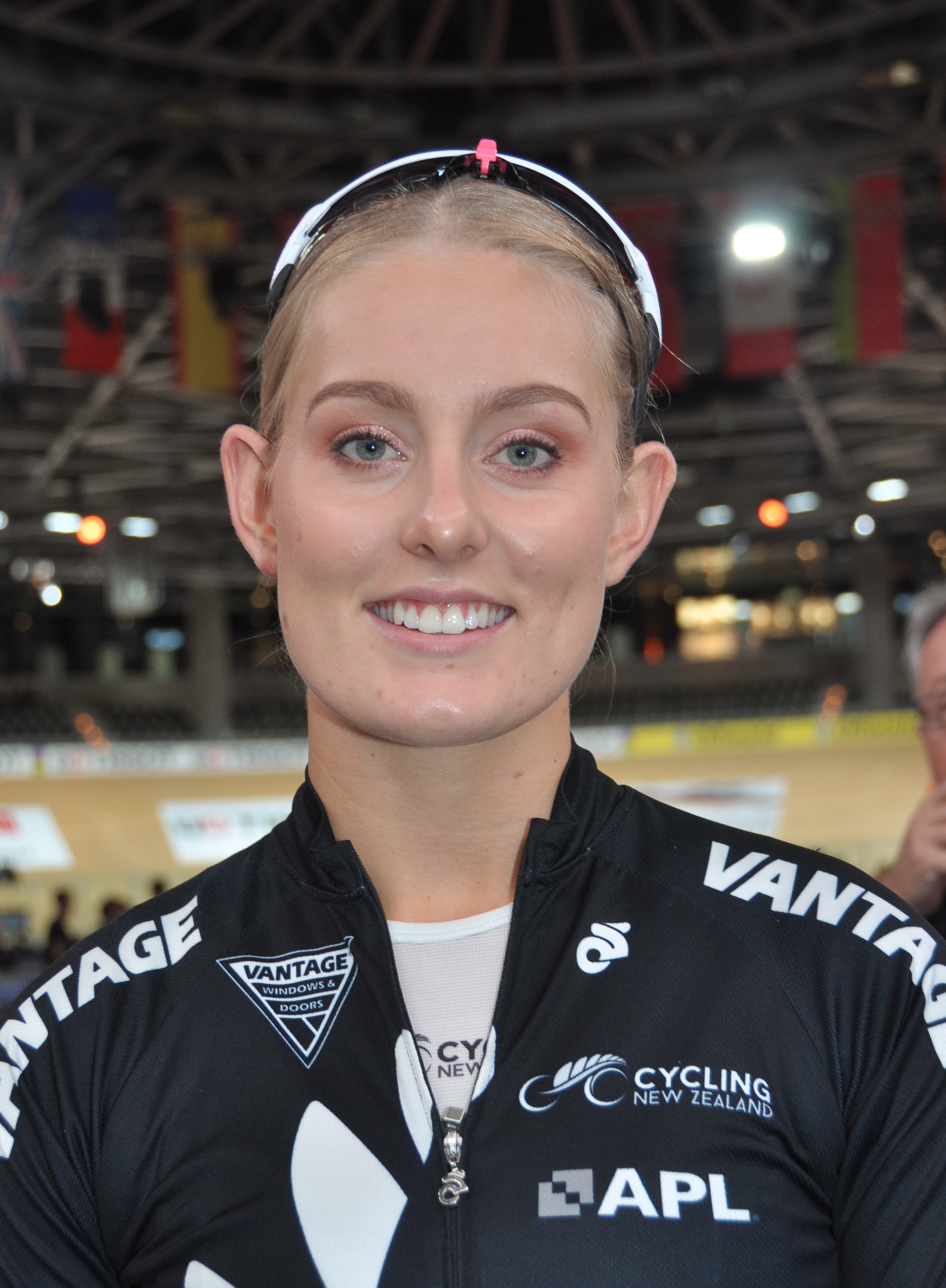
Olivia Podmore, ciclista neozelandesa.

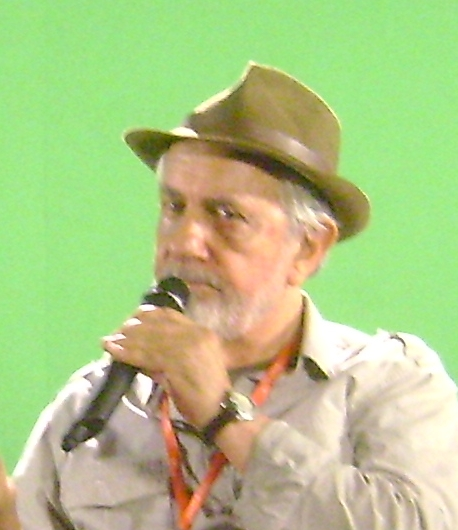
Paulo José, ator e diretor brasileiro.

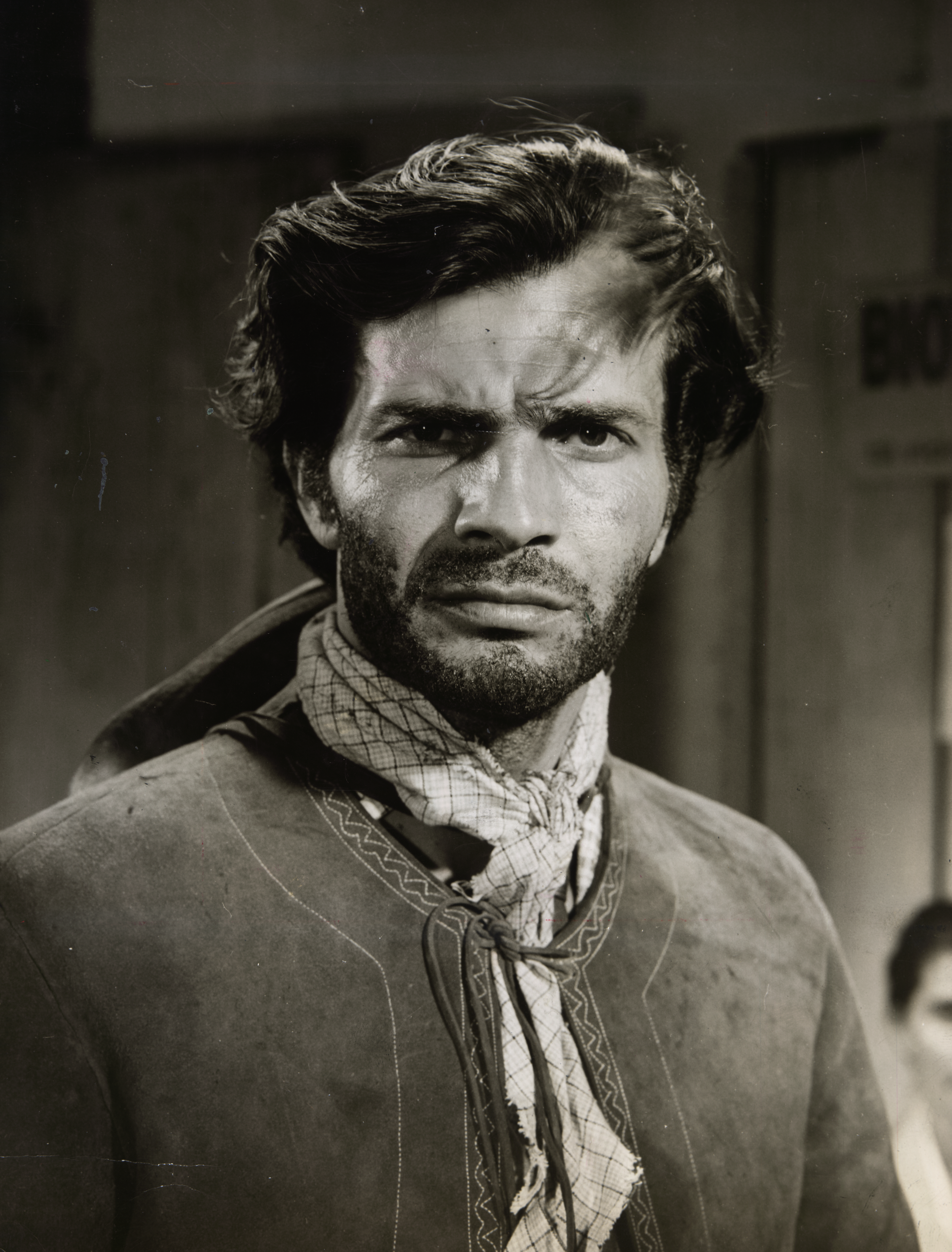
Tarcísio Meira, ator brasileiro.

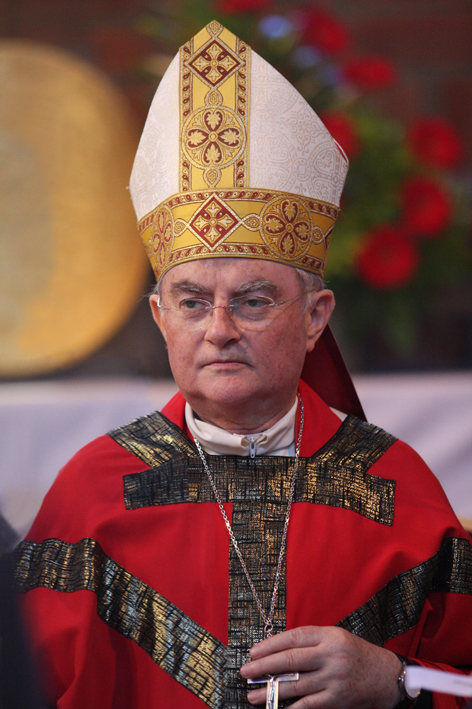
Henryk Hoser, prelado polaco.

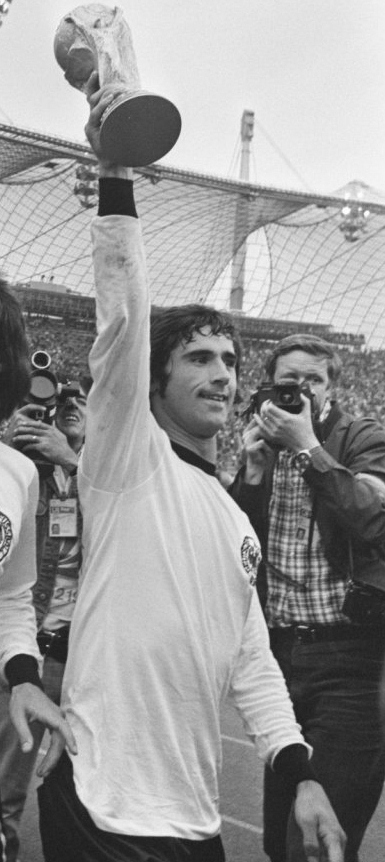
Gerd Müller, futebolista alemão.

Emílio Hoffman Gomes, engenheiro e político brasileiro.

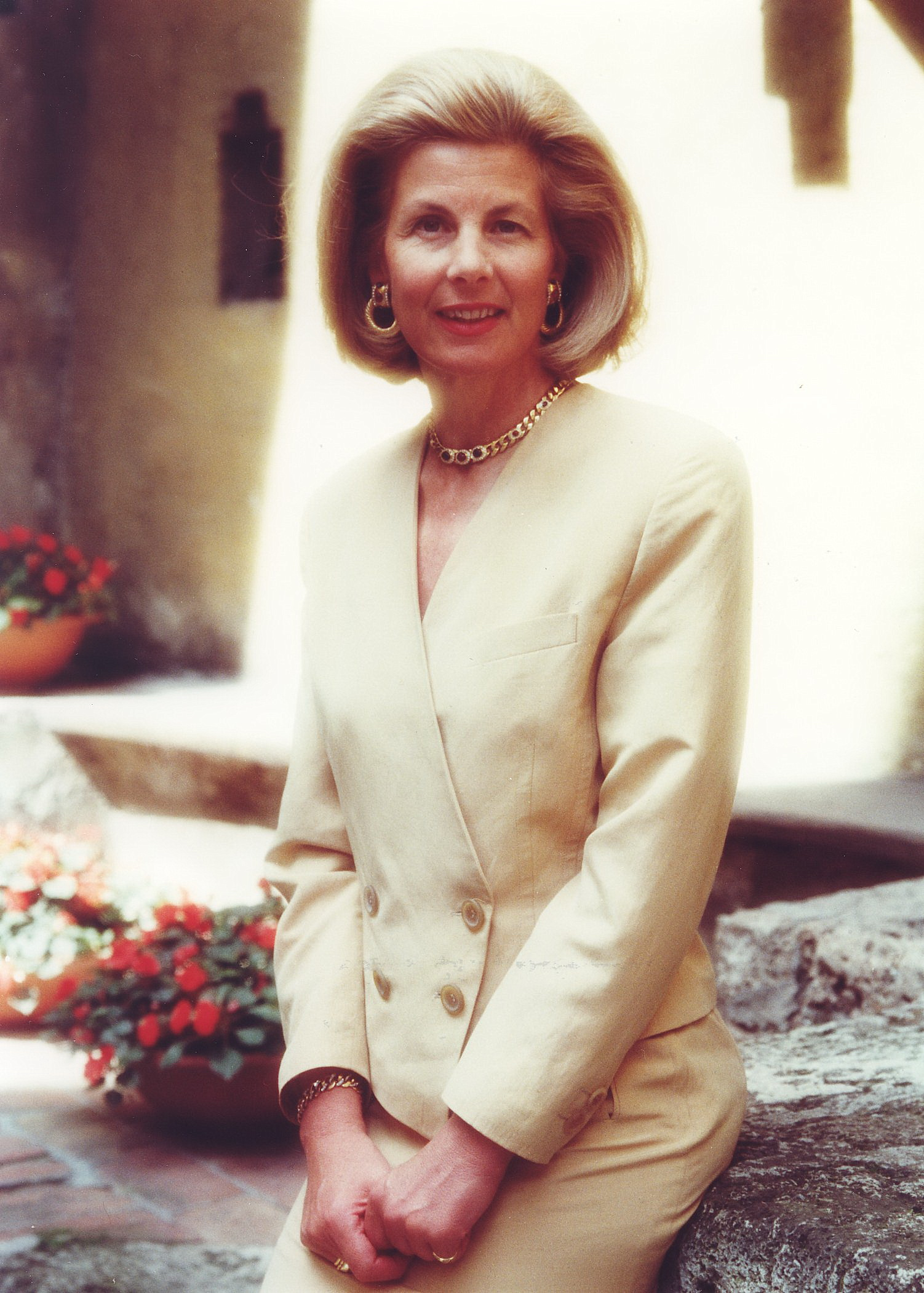
Maria de Liechtenstein, nobre liechtensteinense.

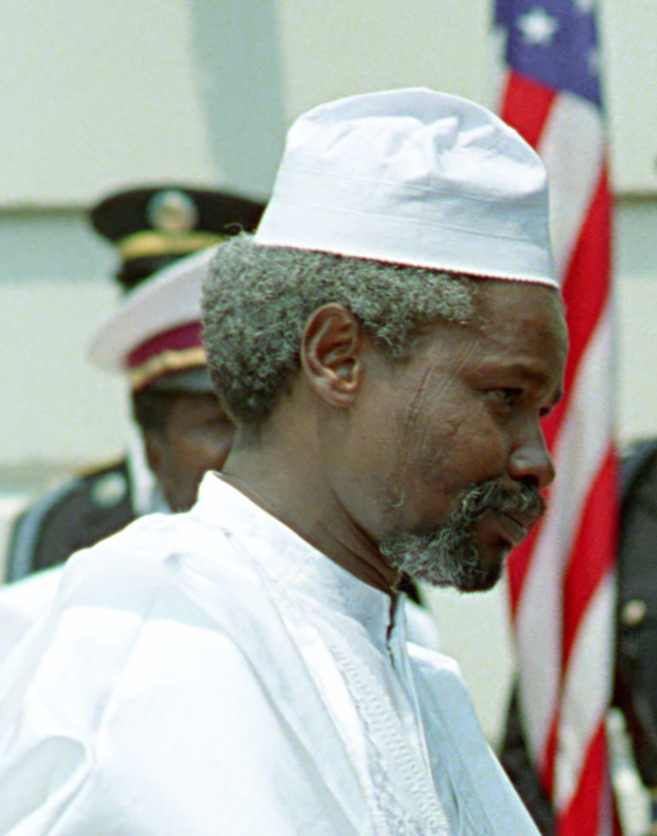
Hisséne Habé, ex-presidente do Chade.

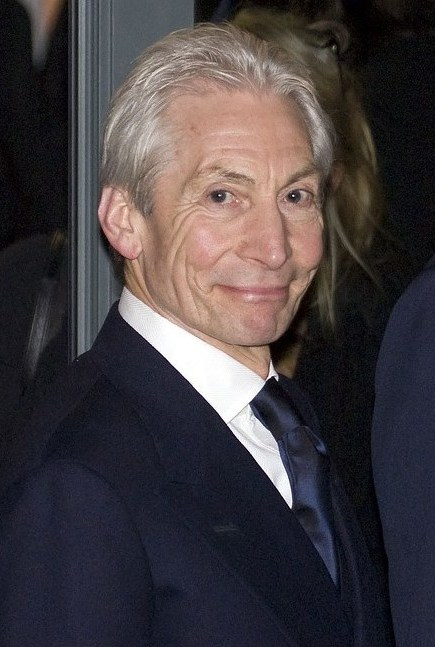
Charlie Watts, baterista britânico.

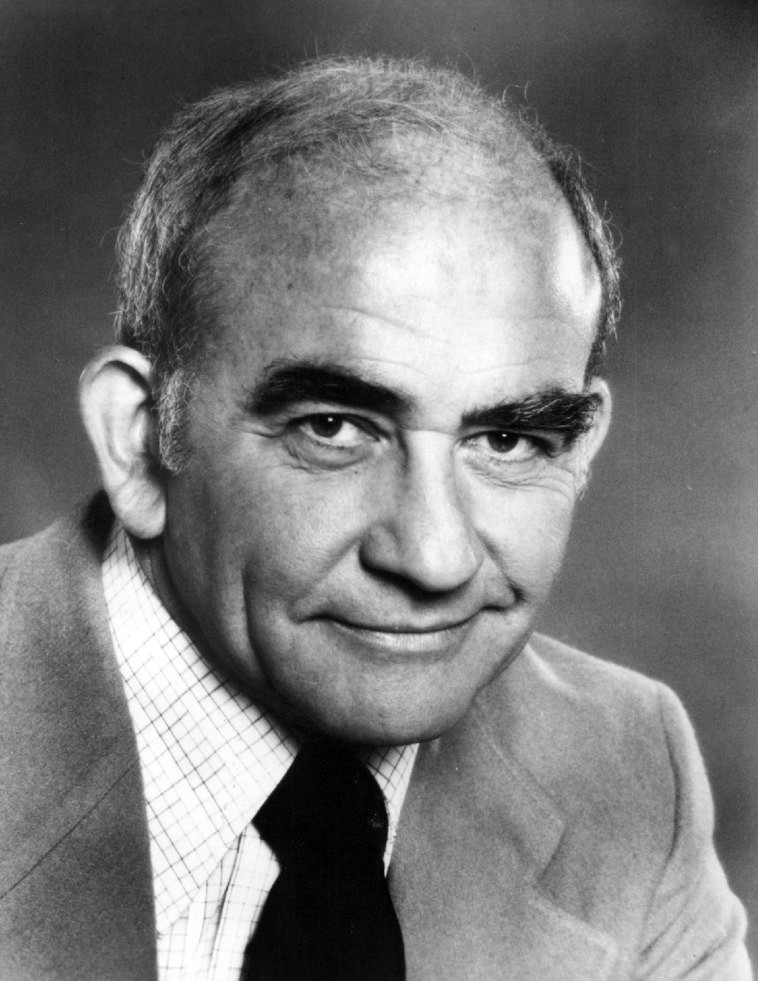
Ed Asner, ator norte-americano.

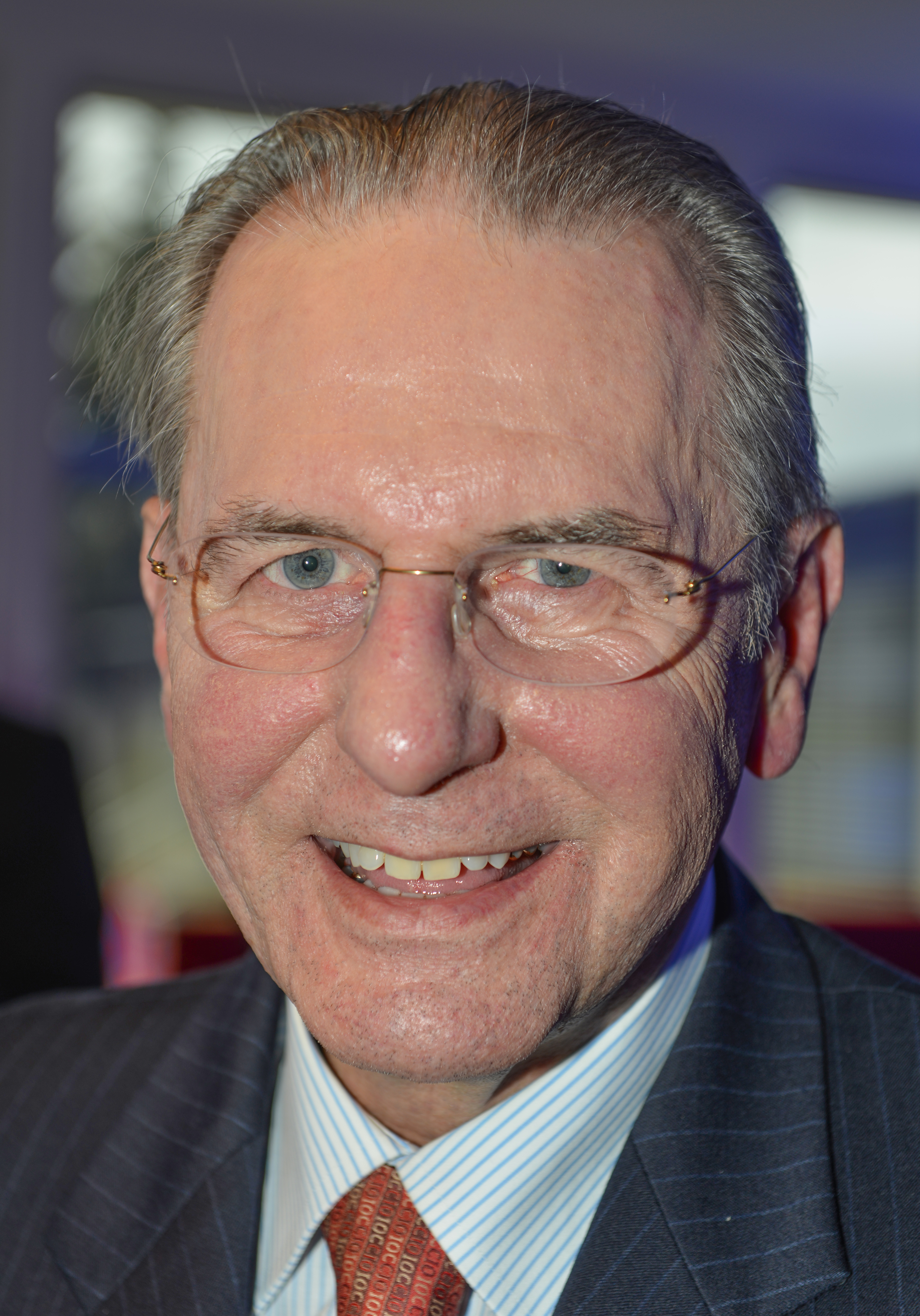
Jacques Rogge, dirigente esportivo belga.

| Dia | Nome                                   | Profissão ou motivo de reconhecimento | Nacionalidade                 | Nasc. | Ref     |
| --- | -------------------------------------- | ------------------------------------- | ----------------------------- | ----- | ------- |
| 1   | Kyaw Hla Aung                          | Advogado e ativista                   | Myanmar                       | 1940  | [ 1 ]   |
| 1   | Vicente Rodríguez                      | Político                              | Paraguai                      | 1959  | [ 2 ]   |
| 1   | Kazimierz Kowalski                     | Cantor de ópera                       | Polónia                       | 1951  | [ 3 ]   |
| 2   | Francisco Weffort                      | Cientista político e professor        | Brasil                        | 1937  | [ 4 ]   |
| 2   | Antonio de la Torre Villalpando        | Futebolista                           | México                        | 1951  | [ 5 ]   |
| 2   | Alicinha Cavalcanti                    | Promotora de eventos                  | Brasil                        | 1962  | [ 6 ]   |
| 2   | Lilia Aragón                           | Atriz                                 | México                        | 1938  | [ 7 ]   |
| 2   | Vital Shуshou                          | Ativista                              | Bielorrússia                  | 1995  | [ 8 ]   |
| 2   | Allen Hill                             | Químico                               | Reino Unido                   | 1937  | [ 9 ]   |
| 3   | Joaquim Francisco                      | Advogado e político                   | Brasil                        | 1948  | [ 10 ]  |
| 3   | José Ramos Tinhorão                    | Crítico musical e jornalista          | Brasil                        | 1928  | [ 11 ]  |
| 4   | Graham McRae                           | Automobilista                         | Nova Zelândia                 | 1940  | [ 12 ]  |
| 4   | Bobby Eaton                            | Lutador de wrestling                  | Estados Unidos                | 1958  | [ 13 ]  |
| 4   | Oddlaug Vereide                        | Política                              | Noruega                       | 1933  | [ 14 ]  |
| 5   | Benedicto Fonseca Moreira              | Economista                            | Brasil                        | 1930  | [ 15 ]  |
| 5   | Gábor Novák                            | Canoísta                              | Hungria                       | 1934  | [ 16 ]  |
| 5   | Michel Duchein                         | Arquivista e historiador              | França                        | 1926  | [ 17 ]  |
| 6   | Herbert Schlosser                      | Executivo de televisão                | Estados Unidos                | 1926  | [ 18 ]  |
| 6   | José Carreira Marques                  | Político                              | Portugal                      | 1943  | [ 19 ]  |
| 6   | Donald Kagan                           | Historiador                           | Estados Unidos                | 1932  | [ 20 ]  |
| 6   | Muriel Ribeiro                         | Empresária                            | Portugal                      | 1922  | [ 21 ]  |
| 7   | Jane Withers                           | Atriz                                 | Estados Unidos                | 1926  | [ 22 ]  |
| 8   | Oleksandr Rojtburd                     | Artista                               | União Soviética/ Ucrânia      | 1961  | [ 23 ]  |
| 8   | Jaan Kaplinski                         | Poeta                                 | Estónia                       | 1941  | [ 24 ]  |
| 8   | Ingrid Remmers                         | Política                              | Alemanha                      | 1965  | [ 25 ]  |
| 8   | Paul Hellyer                           | Engenheiro e político                 | Canadá                        | 1923  | [ 26 ]  |
| 8   | Stefan Kapłaniak                       | Canoísta                              | Polónia                       | 1933  | [ 27 ]  |
| 8   | Adelaide Pereira da Silva              | Compositora, pianista e folclorista   | Brasil                        | 1928  | [ 28 ]  |
| 9   | Olivia Podmore                         | Ciclista                              | Nova Zelândia                 | 1997  | [ 29 ]  |
| 9   | Ary Ribeiro Valadão                    | Agricultor, advogado e político       | Brasil                        | 1918  | [ 30 ]  |
| 9   | Chucky Thompson                        | Produtor musical                      | Estados Unidos                | 1968  | [ 31 ]  |
| 10  | Eduardo Martínez Somalo                | Prelado                               | Espanha                       | 1927  | [ 32 ]  |
| 10  | Júlio Chaves                           | Dublador                              | Brasil                        | 1944  | [ 33 ]  |
| 10  | Peter Whittle                          | Matemático                            | Nova Zelândia                 | 1927  | [ 34 ]  |
| 10  | Victoria Paris                         | Atriz                                 | Estados Unidos                | 1960  | [ 35 ]  |
| 10  | Maki Kaji                              | Empresário                            | Japão                         | 1951  | [ 36 ]  |
| 11  | Gianluigi Gelmetti                     | Maestro                               | Itália/ Mónaco                | 1945  | [ 37 ]  |
| 11  | Paulo José                             | Ator e diretor                        | Brasil                        | 1937  | [ 38 ]  |
| 11  | Peter Fleischmann                      | Cineasta                              | Alemanha                      | 1937  | [ 39 ]  |
| 12  | Tarcísio Meira                         | Ator                                  | Brasil                        | 1935  | [ 40 ]  |
| 12  | Yigal Tumarkin                         | Pintor e escultor                     | Israel                        | 1933  | [ 41 ]  |
| 12  | João Lyra                              | Político                              | Brasil                        | 1931  | [ 42 ]  |
| 12  | Stephen Wiesner                        | Físico                                | Estados Unidos                | 1942  | [ 43 ]  |
| 13  | Nanci Griffith                         | Cantora, compositora e guitarrista    | Estados Unidos                | 1953  | [ 44 ]  |
| 13  | Henryk Hoser                           | Prelado                               | Polónia                       | 1942  | [ 45 ]  |
| 13  | Osório Bebber                          | Prelado                               | Brasil                        | 1929  | [ 46 ]  |
| 13  | Carolyn Shoemaker                      | Astrônoma                             | Estados Unidos                | 1929  | [ 47 ]  |
| 13  | Rich Milot                             | Jogador de futebol americano          | Estados Unidos                | 1957  | [ 48 ]  |
| 14  | Carlos Correia                         | Político                              | Guiné-Bissau                  | 1934  | [ 49 ]  |
| 14  | Artur Reis                             | Político                              | Brasil                        | 1926  | [ 50 ]  |
| 14  | Dako Radošević                         | Atleta                                | Bósnia e Herzegovina          | 1934  | [ 51 ]  |
| 14  | Carlos Alberto de Oliveira Andrade     | Médico e político                     | Brasil                        | 1943  | [ 52 ]  |
| 14  | Clóvis Chiaradia                       | Médico, político e escritor           | Brasil                        | 1934  | [ 53 ]  |
| 15  | Gerd Müller                            | Futebolista                           | Alemanha                      | 1945  | [ 54 ]  |
| 15  | José Guilherme Godinho Sivuca Ferreira | Policial e político                   | Brasil                        | 1930  | [ 55 ]  |
| 16  | Duda Mendonça                          | Publicitário                          | Brasil                        | 1944  | [ 56 ]  |
| 16  | Simão Sessim                           | Político                              | Brasil                        | 1935  | [ 57 ]  |
| 16  | Volodymyr Holubnychy                   | Atleta                                | Ucrânia/ União Soviética      | 1936  | [ 58 ]  |
| 17  | Paulão                                 | Futebolista                           | Angola                        | 1969  | [ 59 ]  |
| 17  | Rodrigo Paz Delgado                    | Político, empresário e dirigente      | Equador                       | 1933  | [ 60 ]  |
| 17  | Nikolai Kuimov                         | Piloto experimental                   | União Soviética/ Rússia       | 1957  | [ 61 ]  |
| 17  | Glaciomar Machado                      | Médico                                | Brasil                        | 1939  | [ 62 ]  |
| 18  | Evgeny Sveshnikov                      | Jogador de xadrez                     | União Soviética/ Letónia      | 1950  | [ 63 ]  |
| 18  | Manoel da Conceição                    | Político e ativista                   | Brasil                        | 1935  | [ 64 ]  |
| 18  | Mariana Silva                          | Fadista                               | Portugal                      | 1933  | [ 65 ]  |
| 18  | Jill Murphy                            | Escritora                             | Reino Unido                   | 1949  | [ 66 ]  |
| 19  | Sonny Chiba                            | Ator e artista marcial                | Japão                         | 1939  | [ 67 ]  |
| 19  | Chuck Close                            | Fotógrafo e pintor                    | Estados Unidos                | 1940  | [ 68 ]  |
| 19  | Carlos de Azeredo                      | Militar e político                    | Portugal                      | 1930  | [ 69 ]  |
| 19  | Yvonne Pope Sintes                     | Aviadora                              | Reino Unido                   | 1930  | [ 70 ]  |
| 20  | Emílio Hoffmann Gomes                  | Engenheiro e político                 | Brasil                        | 1925  | [ 71 ]  |
| 20  | Ian Carey                              | Produtor musical                      | Estados Unidos                | 1975  | [ 72 ]  |
| 20  | Igor Vovkovinskiy                      | Homem mais alto                       | Estados Unidos/ Ucrânia       | 1982  | [ 73 ]  |
| 20  | Lester Salamon                         | Professor                             | Estados Unidos                | 1943  | [ 74 ]  |
| 21  | Maria de Liechtenstein                 | Nobre                                 | Liechtenstein                 | 1940  | [ 75 ]  |
| 21  | Nicoletta Orsomando                    | Locutora e atriz                      | Itália                        | 1929  | [ 76 ]  |
| 21  | Mario Luiz Thompson                    | Fotógrafo                             | Brasil                        | 1945  | [ 77 ]  |
| 21  | Don Everly                             | Cantor, compositor                    | Estados Unidos                | 1937  | [ 78 ]  |
| 22  | Andrzej Schinzel                       | Matemático                            | Polónia                       | 1937  | [ 79 ]  |
| 22  | José Alberto Hermógenes                | Médico sanitarista                    | Brasil                        | 1944  | [ 80 ]  |
| 22  | Eric Ash                               | Engenheiro eletricista                | Reino Unido                   | 1928  | [ 81 ]  |
| 22  | Karl Traub                             | Político                              | Alemanha                      | 1941  | [ 82 ]  |
| 23  | Jean-Luc Nancy                         | Filósofo                              | França                        | 1940  | [ 83 ]  |
| 24  | Hissène Habré                          | Político                              | Chade                         | 1942  | [ 84 ]  |
| 24  | Charlie Watts                          | Baterista                             | Reino Unido                   | 1941  | [ 85 ]  |
| 24  | Wilfried Van Moer                      | Futebolista                           | Bélgica                       | 1945  | [ 86 ]  |
| 24  | José Costa Leite                       | Cordelista                            | Brasil                        | 1927  | [ 87 ]  |
| 24  | Túlio Régis                            | Cantor e compositor                   | Brasil                        | 1961  | [ 88 ]  |
| 24  | Harry Kent                             | Ciclista                              | Nova Zelândia                 | 1947  | [ 89 ]  |
| 24  | Calogero Lo Giudice                    | Político                              | Itália                        | 1938  | [ 90 ]  |
| 25  | Antônio Câmara                         | Advogado e político                   | Brasil                        | 1938  | [ 91 ]  |
| 25  | Manuel Guerra Gómez                    | Sacerdote                             | Espanha                       | 1931  | [ 92 ]  |
| 25  | Gerry Ashmore                          | Piloto                                | Reino Unido                   | 1936  | [ 93 ]  |
| 26  | Lúcia Adelina Felipe                   | Supercentenária                       | Brasil                        | 1900  | [ 94 ]  |
| 27  | Akis Tsochatzopoulos                   | Político                              | Grécia                        | 1939  | [ 95 ]  |
| 27  | Edmond Fischer                         | Bioquímico                            | Suíça                         | 1920  | [ 96 ]  |
| 28  | Yuri Pudyshev                          | Futebolista                           | União Soviética/ Bielorrússia | 1954  | [ 97 ]  |
| 28  | Dimitri Kitsikis                       | Escritor                              | Grécia                        | 1935  | [ 98 ]  |
| 29  | Adelmar Pereira da Silva               | Médico e político                     | Brasil                        | 1942  | [ 99 ]  |
| 29  | Lee "Scratch" Perry                    | Produtor musical e cantor             | Jamaica                       | 1936  | [ 100 ] |
| 29  | Ed Asner                               | Ator                                  | Estados Unidos                | 1929  | [ 101 ] |
| 29  | Mauro Guilherme Pinheiro Koury         | Antropólogo, pesquisador e professor  | Brasil                        | 1950  | [ 102 ] |
| 29  | Jacques Rogge                          | Dirigente esportivo                   | Bélgica                       | 1942  | [ 103 ] |
| 30  | José María Libório Camino Saracho      | Prelado                               | Brasil/ Espanha               | 1931  | [ 104 ] |
| 30  | Tomiii 11                              | YouTuber                              | Chile                         | 2009  | [ 105 ] |
| 31  | Francesco Morini                       | Futebolista                           | Itália                        | 1944  | [ 106 ] |